# Combate de Iguatemi
O combate de Iguatemi foi um confronto militar entre forças brasileira e paraguaia ocorrido em 28 de dezembro de 1869, na vila de Iguatemi, durante a Guerra do Paraguai. Na ocasião, tropas brasileiras do coronel Fidélis Paes da Silva atacaram e derrotaram a guarda avançada do tenente-coronel Quintana, que guardava a ponte sobre o rio Jejuí-Mi, um afluente do Jejuí. Os paraguaios sofreram a perda de duas peças de artilharia e uma bandeira, além da fuga dos 300 guardas. As forças brasileiras entraram na vila e surpreenderam uma força de cem inimigos, que também foi derrotada. Nesta expedição, os brasileiros sofreram 18 baixas. Descobriu-se uma fábrica de pólvora que foi imediatamente destruída pelo engenheiro Guilherme Carlos Lassance. Cerca de 4 000 famílias e prisioneiros paraguaios foram libertados como consequência do combate.